# Olympique Lyonnais 2021-2022
Questa voce raccoglie le informazioni riguardanti l'Olympique Lyonnais nelle competizioni ufficiali della stagione 2021-2022.

## Stagione
La stagione 2021-2022 vede la 63ª partecipazione alla Ligue 1 per l'Olympique Lione, che affida la panchina al tecnico olandese Peter Bosz. Il 7 agosto il club esordisce in campionato contro il Brest, pareggiando per 1-1 al Groupama Stadium. Il 15 agosto arriva la prima sconfitta stagionale, per 3-0 sul campo dell'Angers. Il 27 agosto, alla quarta giornata di campionato, l'OL centra la prima vittoria stagionale espugnando il campo del Nantes per 1-0.
Sempre il 27 agosto a Istanbul ha luogo il sorteggio dei gironi di Europa League che vede impegnato il club nel gruppo A con i Rangers, campioni di Scozia, i cechi dello Sparta Praga e il Brøndby, campione di Danimarca. Il 16 settembre il Lione esordisce in Europa, vincendo per 2-0 contro i Rangers a Glasgow. Il 3 ottobre si conclude in parità l'andata del derby del Rodano, con l'ASSE che pareggia allo scadere su calcio di rigore dopo che il Lione ha disputato quasi tutto il secondo tempo in inferiorità numerica. Il 4 novembre, grazie alla vittoria per 3-0 in casa contro lo Sparta Praga, l'OL si qualifica con due turni di anticipo agli ottavi di finale di Europa League. Il 21 novembre, dopo soli tre minuti di gioco dell'incontro tra Lione e Olympique Marsiglia, viene lanciata dagli spalti una bottiglietta che colpisce alla testa Dimitri Payet causando la sospensione della gara. In seguito al Lione viene comminato un punto di penalizzazione. Il 17 dicembre l'OL esordisce in Coppa di Francia, ma come già accaduto circa un mese prima, l'incontro viene sospeso sul risultato di 1-1 a fine primo tempo per intemperanze dei sostenitori che in seguito a tafferugli si sono riversati sul terreno di gioco. In seguito all'accaduto, la LFP opta per l'esclusione di entrambe le squadre dalla competizione.
Il 17 marzo, in virtù del risultato complessivo di 2-1 frutto della vittoria esterna per 1-0 e del pari casalingo per 1-1, il Lione supera gli ottavi di finale di Europa League eliminando i lusitani del Porto. Il 14 aprile la squadra di Bosz viene estromessa dai quarti di finale di Europa League per mano degli inglesi del West Ham Utd, vincitori in trasferta per 3-0 nella gara di ritorno dopo l'1-1 ottenuto in terra britannica. Il 21 maggio si conclude la stagione dell'OL con la vittoria esterna in campionato sul campo del Clermont Foot per 2-1.

## Maglie e sponsor
| Casa | Trasferta | Terza maglia | Quarta maglia |

## Rosa
Rosa e numerazione, tratte dal sito ufficiale dell'Olympique Lione.
| N. |                           | Ruolo | Calciatore            |
| -- | ------------------------- | ----- | --------------------- |
| 1  | Portogallo (bandiera)     | P     | Anthony Lopes         |
| 2  | Costa d'Avorio (bandiera) | D     | Sinaly Diomandé       |
| 3  | Italia (bandiera)         | D     | Emerson Palmieri      |
| 4  | Francia (bandiera)        | D     | Castello Lukeba       |
| 5  | Belgio (bandiera)         | D     | Jason Denayer         |
| 6  | Brasile (bandiera)        | D     | Marcelo               |
| 7  | Camerun (bandiera)        | A     | Karl Toko Ekambi      |
| 8  | Francia (bandiera)        | C     | Houssem Aouar         |
| 9  | Francia (bandiera)        | A     | Moussa Dembélé        |
| 10 | Brasile (bandiera)        | C     | Lucas Paquetá         |
| 11 | Zimbabwe (bandiera)       | A     | Tino Kadewere         |
| 12 | Brasile (bandiera)        | D     | Henrique              |
| 13 | Germania (bandiera)       | D     | Jérôme Boateng        |
| 14 | Francia (bandiera)        | D     | Léo Dubois (capitano) |
| 15 | Francia (bandiera)        | C     | Romain Faivre         |
| 16 | Togo (bandiera)           | P     | Malcolm Barcola       |

| N. |                           | Ruolo | Calciatore          |
| -- | ------------------------- | ----- | ------------------- |
| 17 | Francia (bandiera)        | D     | Malo Gusto          |
| 18 | Francia (bandiera)        | A     | Rayan Cherki        |
| 20 | Algeria (bandiera)        | A     | Islam Slimani       |
| 20 | Brasile (bandiera)        | C     | Tetê                |
| 21 | Francia (bandiera)        | D     | Damien Da Silva     |
| 22 | Francia (bandiera)        | C     | Jeff Reine-Adélaïde |
| 23 | Brasile (bandiera)        | C     | Thiago Mendes       |
| 24 | Senegal (bandiera)        | C     | Pape Cheikh Diop    |
| 25 | Francia (bandiera)        | C     | Maxence Caqueret    |
| 27 | Costa d'Avorio (bandiera) | A     | Maxwel Cornet       |
| 28 | Francia (bandiera)        | C     | Tanguy Ndombele     |
| 29 | Svizzera (bandiera)       | C     | Xherdan Shaqiri     |
| 30 | Germania (bandiera)       | P     | Julian Pollersbeck  |
| 39 | Brasile (bandiera)        | C     | Bruno Guimarães     |
| 45 | Francia (bandiera)        | A     | Bradley Barcola     |

## Calciomercato

### Sessione estiva
| Acquisti         | Acquisti            | Acquisti        | Acquisti                         |
| R.               | Nome                | da              | Modalità                         |
| ---------------- | ------------------- | --------------- | -------------------------------- |
| D                | Jérôme Boateng      |                 | svincolato                       |
| D                | Damien Da Silva     | Rennes          | gratuito                         |
| D                | Emerson Palmieri    | Chelsea         | prestito oneroso (0,5 milioni €) |
| D                | Henrique            | Vasco da Gama   | gratuito                         |
| C                | Xherdan Shaqiri     | Liverpool       | definitivo (6 milioni €)         |
| A                | Moussa Dembélé      | Atlético Madrid | fine prestito                    |
| Altre operazioni |                     |                 |                                  |
| R.               | Nome                | da              | Modalità                         |
| D                | Youssouf Koné       | Hatayspor       | fine prestito                    |
| C                | Joachim Andersen    | Fulham          | fine prestito                    |
| C                | Pape Cheikh Diop    | Digione         | fine prestito                    |
| C                | Jean Lucas          | Brest           | fine prestito                    |
| C                | Jeff Reine-Adélaïde | Nizza           | fine prestito                    |
| A                | Lenny Pintor        | Troyes          | fine prestito                    |

| Cessioni         | Cessioni          | Cessioni       | Cessioni                    |
| R.               | Nome              | a              | Modalità                    |
| ---------------- | ----------------- | -------------- | --------------------------- |
| D                | Melvin Bard       | Nizza          | definitivo (3 milioni €)    |
| D                | Djamel Benlamri   | Qatar SC       | gratuito                    |
| D                | Mattia De Sciglio | Juventus       | fine prestito               |
| C                | Joachim Andersen  | Crystal Palace | definitivo (17,5 milioni €) |
| C                | Jean Lucas        | Monaco         | definitivo (11 milioni €)   |
| A                | Maxwel Cornet     | Burnley        | definitivo (15 milioni €)   |
| A                | Memphis Depay     | Barcellona     | gratuito                    |
| Altre operazioni |                   |                |                             |
| R.               | Nome              | a              | Modalità                    |
| D                | Youssouf Koné     | Troyes         | prestito                    |
| D                | Cenk Özkacar      | OH Lovanio     | prestito                    |
| A                | Yaya Soumaré      | Digione        | prestito                    |

### Sessione invernale
| Acquisti         | Acquisti        | Acquisti  | Acquisti                          |
| R.               | Nome            | da        | Modalità                          |
| ---------------- | --------------- | --------- | --------------------------------- |
| C                | Romain Faivre   | Brest     | definitivo (15 milioni €)         |
| C                | Tanguy Ndombele | Tottenham | prestito oneroso (1,42 milioni €) |
| Altre operazioni |                 |           |                                   |
| R.               | Nome            | da        | Modalità                          |
| A                | Yaya Soumaré    | Digione   | fine prestito                     |

| Cessioni         | Cessioni         | Cessioni         | Cessioni                    |
| R.               | Nome             | a                | Modalità                    |
| ---------------- | ---------------- | ---------------- | --------------------------- |
| D                | Marcelo          |                  | svincolato                  |
| C                | Bruno Guimarães  | Newcastle Utd    | definitivo (42,1 milioni €) |
| C                | Xherdan Shaqiri  | Chicago Fire     | definitivo (7,27 milioni €) |
| A                | Islam Slimani    | Sporting Lisbona | gratuito                    |
| Altre operazioni |                  |                  |                             |
| R.               | Nome             | a                | Modalità                    |
| C                | Florent Da Silva | Villefranche     | prestito                    |
| A                | Yaya Soumaré     | Annecy           | prestito                    |

#### Trasferimenti successivi alla sessione invernale
| Acquisti | Acquisti | Acquisti | Acquisti |
| R.       | Nome     | da       | Modalità |
| -------- | -------- | -------- | -------- |
| C        | Tetê     | Šachtar  | prestito |

| Cessioni | Cessioni | Cessioni | Cessioni |
| R.       | Nome     | da       | Modalità |
| -------- | -------- | -------- | -------- |

## Risultati

### Ligue 1

#### Girone di andata
| Arbitro: | Lesage |

|             |           |             |
| Slimani 62’ | Marcatori | 43’ Cardona |

| Arbitro: | Turpin |

|                                          |           |  |
| Boufal 20’ Marcelo 53’ (aut.) Ounahi 77’ | Marcatori |  |

| Arbitro: | Léonard |

|                                         |           |                                        |
| Dembélé 5’ (rig.), 21’ L. Paquetá 45+2’ | Marcatori | 12’ (aut.) Diomandé 80’, 90+1’ Rashani |

| Arbitro: | Brisard |

|  |           |             |
|  | Marcatori | 35’ Dembélé |

| Arbitro: | Léonard |

|                                       |           |                        |
| Dembélé 8’ Denayer 64’ L. Paquetá 88’ | Marcatori | 90+7’ (rig.) H. Diallo |

| Arbitro: | Turpin |

|                                |           |                |
| Neymar 66’ (rig.) Icardi 90+3’ | Marcatori | 54’ L. Paquetá |

| Arbitro: | Frappart |

|                                        |           |                |
| Shaqiri 48’ Emerson 72’ L. Paquetá 87’ | Marcatori | 45’ Chavalerin |

| Arbitro: | Dechepy |

|                 |           |               |
| Toko Ekambi 50’ | Marcatori | 20’ Laurienté |

| Arbitro: | Letexier |

|                     |           |           |
| Khazri 90+5’ (rig.) | Marcatori | 42’ Aouar |

| Arbitro: | Delerue |

|                                    |           |  |
| Toko Ekambi 75’ (rig.) Denayer 90’ | Marcatori |  |

| Arbitro: | Brisard |

|                                           |           |                           |
| Atal 81’ Delort 89’ (rig.) Guessand 90+2’ | Marcatori | 35’ Toko Ekambi 68’ Aouar |

| Arbitro: | Lesage |

|                                  |           |                |
| Toko Ekambi 25’ (rig.) Aouar 42’ | Marcatori | 61’ Kalimuendo |

| Arbitro: | Bastien |

|                                          |           |                         |
| Laborde 45’ Traoré 51’ Truffert 76’, 83’ | Marcatori | 90+2’ (rig.) L. Paquetá |

| Arbitro: | Bastien |

|                         |           |               |
| Shaqiri 76’ Dembélé 89’ | Marcatori | 10’ Guendouzi |

| Arbitro: | Leonard |

|  |           |                |
|  | Marcatori | 17’ L. Paquetá |

| Arbitro: | Millot |

|                 |           |                        |
| Toko Ekambi 66’ | Marcatori | 56’ Faes 90+3’ Ekitike |

| Arbitro: | Leonard |

|                           |           |                           |
| Gusto 36’ (aut.) Elis 58’ | Marcatori | 29’ Denayer 41’ T. Mendes |

| Villeneuve-d'Ascq 12 dicembre 2021, ore 13:00 CET 18ª giornata | Lilla   | 0 – 0 referto | Olympique Lione | Stade Pierre-Mauroy (40 248 spett.)\| Arbitro: \| Delerue \| |
| Arbitro:                                                       | Delerue |               |                 |                                                              |

| Arbitro: | Gaillouste |

|            |           |            |
| Lukeba 56’ | Marcatori | 58’ Traoré |

#### Girone di ritorno
| Arbitro: | Rahmouni |

|               |           |            |
| L. Paquetá 7’ | Marcatori | 76’ Kehrer |

| Arbitro: | Brisard |

|  |           |                    |
|  | Marcatori | 33’ (rig.) Dembélé |

| Arbitro: | Gautier |

|                    |           |  |
| Dembélé 15’ (rig.) | Marcatori |  |

| Arbitro: | Buquet |

|                         |           |  |
| Lucas 2’ Ben Yedder 27’ | Marcatori |  |

| Arbitro: | Millot |

|                                   |           |  |
| Dembélé 8’ (rig.) Toko Ekambi 52’ | Marcatori |  |

| Arbitro: | Brisard |

|            |           |              |
| Clauss 13’ | Marcatori | 44’ Kadewere |

| Arbitro: | Turpin |

|  |           |                 |
|  | Marcatori | 35’ Gudmundsson |

| Arbitro: | Lissorgue |

|           |           |                                            |
| Moffi 57’ | Marcatori | 5’, 78’ Faivre 26’ Dembélé 59’ Toko Ekambi |

| Arbitro: | Gautier |

|                                      |           |                                                       |
| Traoré 59’ (aut.) Dembélé 82’ (rig.) | Marcatori | 11’ Bourigeaud 13’ Santamaria 45+1’ Majer 50’ Terrier |

| Reims 20 marzo 2022, ore 17:05 CET 29ª giornata | Stade Reims | 0 – 0 referto | Olympique Lione | Stadio Auguste Delaune (14 091 spett.)\| Arbitro: \| Hamel \| |
| Arbitro:                                        | Hamel       |               |                 |                                                               |

| Arbitro: | Wattellier |

|                           |           |                             |
| Dembélé 26’, 52’ Tetê 81’ | Marcatori | 50’ Pereira Lage 59’ Boufal |

| Arbitro: | Turpin |

|             |           |                 |
| Sissoko 20’ | Marcatori | 90’ Toko Ekambi |

| Arbitro: | Batta |

|                                                                   |           |                 |
| Dembélé 20’, 90+2’ Toko Ekambi 27’, 68’ L. Paquetá 34’ Faivre 46’ | Marcatori | 85’ (rig.) Mara |

| Arbitro: | Stinat |

|                               |           |             |
| Mounié 27’ (rig.) Cardona 74’ | Marcatori | 72’ Dembélé |

| Arbitro: | Letexier |

|                                                               |           |                                  |
| Dembélé 26’ Omlin 43’ (aut.) Aouar 63’, 90+2’ Toko Ekambi 68’ | Marcatori | 45+2’ Wahi 45+4’ (rig.) Savanier |

| Arbitro: | Gautier |

|  |           |                                        |
|  | Marcatori | 55’ Lukeba 76’ Dembélé 88’ Toko Ekambi |

| Arbitro: | Wattellier |

|                                     |           |                  |
| Pajot 27’ Lamkel Zé 40’ Boulaya 90’ | Marcatori | 43’, 84’ Dembélé |

| Arbitro: | Batta |

|                                    |           |                          |
| Dembélé 9’ L. Paquetá 78’ Tetê 85’ | Marcatori | 81’ Merlin 90+3’ Cyprien |

| Arbitro: | Lesage |

|          |           |                       |
| Bayo 59’ | Marcatori | 26’ Dembélé 49’ Aouar |

### Coppa di Francia
| Parigi 17 dicembre 2021, ore 21:00 CET Trentaduesimi di finale | Paris FC | – Partita interrotta all'intervallo per problemi di ordine pubblico. | Olympique Lione | Stadio Charléty\| Arbitro: \| Stinat \| |
| Arbitro:                                                       | Stinat   |                                                                      |                 |                                         |

### Europa League

#### Fase a gironi
| Arbitro: | Ekberg |

|  |           |                                      |
|  | Marcatori | 23’ Toko Ekambi 55’ (aut.) Tavernier |

| Arbitro: | Lechner |

|                                |           |  |
| Toko Ekambi 64’, 71’ Aouar 86’ | Marcatori |  |

| Arbitro: | Jug |

|                               |           |                                               |
| Haraslín 4’, 19’ Krejčí 90+6’ | Marcatori | 42’, 88’ Toko Ekambi 53’ Aouar 67’ L. Paquetá |

| Arbitro: | Mariani |

|                                    |           |  |
| Slimani 61’, 63’ Toko Ekambi 90+2’ | Marcatori |  |

| Arbitro: | Kabakov |

|          |           |                             |
| Uhre 51’ | Marcatori | 57’, 66’ Cherki 76’ Slimani |

| Arbitro: | Petrescu |

|                   |           |            |
| Bassey 49’ (aut.) | Marcatori | 42’ Wright |

#### Fase a eliminazione diretta
| Arbitro: | Sánchez Martínez |

|  |           |                |
|  | Marcatori | 59’ L. Paquetá |

| Arbitro: | Haţegan |

|             |           |          |
| Dembélé 13’ | Marcatori | 27’ Pepê |

| Arbitro: | Zwayer |

|           |           |              |
| Bowen 52’ | Marcatori | 66’ Ndombele |

| Arbitro: | Schärer |

|  |           |                               |
|  | Marcatori | 38’ Dawson 44’ Rice 48’ Bowen |

## Statistiche

### Statistiche di squadra
| Competizione     | Punti | In casa | In casa | In casa | In casa | In casa | In casa | In trasferta | In trasferta | In trasferta | In trasferta | In trasferta | In trasferta | Totale | Totale | Totale | Totale | Totale | Totale | DR  |
| Competizione     | Punti | G       | V       | N       | P       | Gf      | Gs      | G            | V            | N            | P            | Gf           | Gs           | G      | V      | N      | P      | Gf     | Gs     | DR  |
| ---------------- | ----- | ------- | ------- | ------- | ------- | ------- | ------- | ------------ | ------------ | ------------ | ------------ | ------------ | ------------ | ------ | ------ | ------ | ------ | ------ | ------ | --- |
| Ligue 1          | 61    | 19      | 11      | 5       | 3       | 42      | 25      | 19           | 6            | 6            | 7            | 24           | 26           | 38     | 17     | 11     | 10     | 66     | 51     | +15 |
| Coppa di Francia | -     | -       | -       | -       | -       | -       | -       | -            | -            | -            | -            | -            | -            | -      | -      | -      | -      | -      | -      | -   |
| Europa League    | 16    | 5       | 2       | 2       | 1       | 8       | 5       | 5            | 4            | 1            | 0            | 11           | 5            | 10     | 6      | 3      | 1      | 19     | 10     | +9  |
| Totale           | -     | 24      | 13      | 7       | 4       | 50      | 30      | 24           | 10           | 7            | 7            | 35           | 31           | 48     | 23     | 14     | 11     | 85     | 61     | +24 |

### Andamento in campionato
| Giornata  | 1  | 2  | 3  | 4 | 5 | 6 | 7 | 8 | 9  | 10 | 11 | 12 | 13 | 14 | 15 | 16 | 17 | 18 | 19 | 20 | 21 | 22 | 23 | 24 | 25 | 26 | 27 | 28 | 29 | 30 | 31 | 32 | 33 | 34 | 35 | 36 | 37 | 38 |
| --------- | -- | -- | -- | - | - | - | - | - | -- | -- | -- | -- | -- | -- | -- | -- | -- | -- | -- | -- | -- | -- | -- | -- | -- | -- | -- | -- | -- | -- | -- | -- | -- | -- | -- | -- | -- | -- |
| Luogo     | C  | T  | C  | T | C | T | C | C | T  | C  | T  | C  | T  | C  | T  | C  | T  | T  | C  | C  | T  | C  | T  | C  | T  | C  | T  | C  | T  | C  | T  | C  | T  | C  | T  | T  | C  | T  |
| Risultato | N  | P  | N  | V | V | P | V | N | N  | V  | P  | V  | P  | V  | V  | P  | N  | N  | N  | N  | V  | V  | P  | V  | N  | P  | V  | P  | N  | V  | N  | V  | P  | V  | V  | P  | V  | V  |
| Posizione | 10 | 17 | 16 | 9 | 7 | 9 | 7 | 7 | 10 | 6  | 9  | 6  | 7  | 10 | 7  | 10 | 12 | 13 | 13 | 11 | 11 | 11 | 8  | 7  | 8  | 10 | 9  | 10 | 10 | 9  | 10 | 8  | 8  | 8  | 7  | 8  | 8  | 8  |

Legenda:

Luogo: C = Casa; T = Trasferta. Risultato: R = Rinviata; V = Vittoria; N = Pareggio; P = Sconfitta.

### Statistiche dei giocatori
In corsivo i calciatori che hanno lasciato la squadra a stagione in corso.
| Giocatore         | Ligue 1  | Ligue 1 | Ligue 1     | Ligue 1    | Coupe de France | Coupe de France | Coupe de France | Coupe de France | Europa League | Europa League | Europa League | Europa League | Totale   | Totale | Totale      | Totale     |
| Giocatore         | Presenze | Reti    | Ammonizioni | Espulsioni | Presenze        | Reti            | Ammonizioni     | Espulsioni      | Presenze      | Reti          | Ammonizioni   | Espulsioni    | Presenze | Reti   | Ammonizioni | Espulsioni |
| ----------------- | -------- | ------- | ----------- | ---------- | --------------- | --------------- | --------------- | --------------- | ------------- | ------------- | ------------- | ------------- | -------- | ------ | ----------- | ---------- |
| H. Aouar          | 36       | 6       | 1           | 0          | -               | -               | -               | -               | 9             | 1             | 0             | 0             | 45       | 7      | 1           | 0          |
| B. Barcola        | 11       | 0       | 0           | 0          | -               | -               | -               | -               | 2             | 0             | 1             | 0             | 13       | 0      | 1           | 0          |
| M. Barcola        | 0        | -0      | 0           | 0          | -               | -               | -               | -               | 0             | -0            | 0             | 0             | 0        | -0     | 0           | 0          |
| J. Boateng        | 24       | 0       | 6           | 0          | -               | -               | -               | -               | 3             | 0             | 2             | 0             | 27       | 0      | 8           | 0          |
| M. Caqueret       | 31       | 0       | 5           | 0          | -               | -               | -               | -               | 8             | 0             | 0             | 0             | 39       | 0      | 5           | 0          |
| R. Cherki         | 16       | 0       | 1           | 0          | -               | -               | -               | -               | 4             | 2             | 0             | 0             | 20       | 2      | 1           | 0          |
| M. Cornet         | 2        | 0       | 1           | 1          | -               | -               | -               | -               | -             | -             | -             | -             | 2        | 0      | 1           | 1          |
| D. Da Silva       | 17       | 0       | 5           | 1          | -               | -               | -               | -               | 4             | 0             | 1             | 0             | 21       | 0      | 6           | 1          |
| M. Dembélé        | 30       | 21      | 6           | 0          | -               | -               | -               | -               | 6             | 1             | 0             | 0             | 36       | 22     | 6           | 0          |
| J. Denayer        | 14       | 3       | 3           | 0          | -               | -               | -               | -               | 5             | 0             | 0             | 0             | 19       | 3      | 3           | 0          |
| S. Diomandé       | 11       | 0       | 2           | 0          | -               | -               | -               | -               | 4             | 0             | 0             | 0             | 15       | 0      | 2           | 0          |
| P. Diop           | 0        | 0       | 0           | 0          | -               | -               | -               | -               | 0             | 0             | 0             | 0             | 0        | 0      | 0           | 0          |
| L. Dubois         | 23       | 0       | 5           | 0          | -               | -               | -               | -               | 5             | 0             | 2             | 0             | 28       | 0      | 7           | 0          |
| Emerson           | 29       | 1       | 3           | 1          | -               | -               | -               | -               | 7             | 0             | 1             | 0             | 36       | 1      | 4           | 1          |
| R. Faivre         | 14       | 3       | 0           | 0          | -               | -               | -               | -               | 4             | 0             | 0             | 0             | 18       | 3      | 0           | 0          |
| M. Gusto          | 31       | 0       | 3           | 0          | -               | -               | -               | -               | 7             | 0             | 2             | 1             | 38       | 0      | 5           | 1          |
| B. Guimarães      | 21       | 0       | 2           | 0          | -               | -               | -               | -               | 5             | 0             | 0             | 0             | 26       | 0      | 2           | 0          |
| Henrique          | 18       | 0       | 3           | 0          | -               | -               | -               | -               | 4             | 0             | 1             | 0             | 22       | 0      | 4           | 0          |
| T. Kadewere       | 15       | 0       | 0           | 1          | -               | -               | -               | -               | 5             | 0             | 0             | 0             | 20       | 0      | 0           | 1          |
| H. Keïta          | 3        | 0       | 0           | 0          | -               | -               | -               | -               | 3             | 0             | 0             | 0             | 6        | 0      | 0           | 0          |
| A. Lopes          | 34       | -46     | 1           | 1          | -               | -               | -               | -               | 8             | -6            | 0             | 0             | 42       | -52    | 1           | 1          |
| C. Lukeba         | 24       | 2       | 1           | 0          | -               | -               | -               | -               | 6             | 0             | 2             | 0             | 30       | 2      | 3           | 0          |
| Marcelo           | 2        | 0       | 1           | 0          | -               | -               | -               | -               | 0             | 0             | 0             | 0             | 2        | 0      | 1           | 0          |
| T. Mendes         | 29       | 1       | 3           | 1          | -               | -               | -               | -               | 8             | 0             | 1             | 0             | 37       | 1      | 4           | 1          |
| T. Ndombele       | 11       | 0       | 3           | 0          | -               | -               | -               | -               | 4             | 1             | 0             | 0             | 15       | 1      | 3           | 0          |
| L. Paquetá        | 35       | 9       | 3           | 0          | -               | -               | -               | -               | 9             | 2             | 1             | 0             | 44       | 11     | 4           | 0          |
| J. Pollersbeck    | 6        | -6      | 0           | 0          | -               | -               | -               | -               | 2             | -4            | 0             | 0             | 8        | -10    | 0           | 0          |
| J. Reine-Adélaïde | 10       | 0       | 0           | 0          | -               | -               | -               | -               | 1             | 0             | 0             | 0             | 11       | 0      | 0           | 0          |
| X. Shaqiri        | 11       | 2       | 0           | 0          | -               | -               | -               | -               | 5             | 0             | 0             | 0             | 16       | 2      | 0           | 0          |
| I. Slimani        | 12       | 1       | 3           | 0          | -               | -               | -               | -               | 4             | 3             | 1             | 0             | 16       | 4      | 4           | 0          |
| Tetê              | 9        | 2       | 1           | 0          | -               | -               | -               | -               | 2             | 0             | 0             | 0             | 11       | 2      | 1           | 0          |
| K. Toko Ekambi    | 30       | 12      | 3           | 0          | -               | -               | -               | -               | 10            | 6             | 1             | 0             | 40       | 18     | 4           | 0          |
| H. Vogel          | 0        | 0       | 0           | 0          | -               | -               | -               | -               | 2             | 0             | 0             | 0             | 2        | 0      | 0           | 0          |